# Derhawka
Derhawka est un village de Pologne, situé dans la gmina de Czeremcha, dans le Powiat de Hajnówka, dans la voïvodie de Podlachie.

## Source
- (en) Cet article est partiellement ou en totalité issu de l’article de Wikipédia en anglais intitulé « Derhawka » (voir la liste des auteurs).